# Emden
Emden là một thành phố ở bang Niedersachsen, Đức, tọa lạc bên sông Ems. Đây là thành phố chính của Đông Frisia. Thành phố có diện tích 112,33 km2, dân số thời điểm năm 2006 là 51.692 người.